# Johannes de Sacrobosco

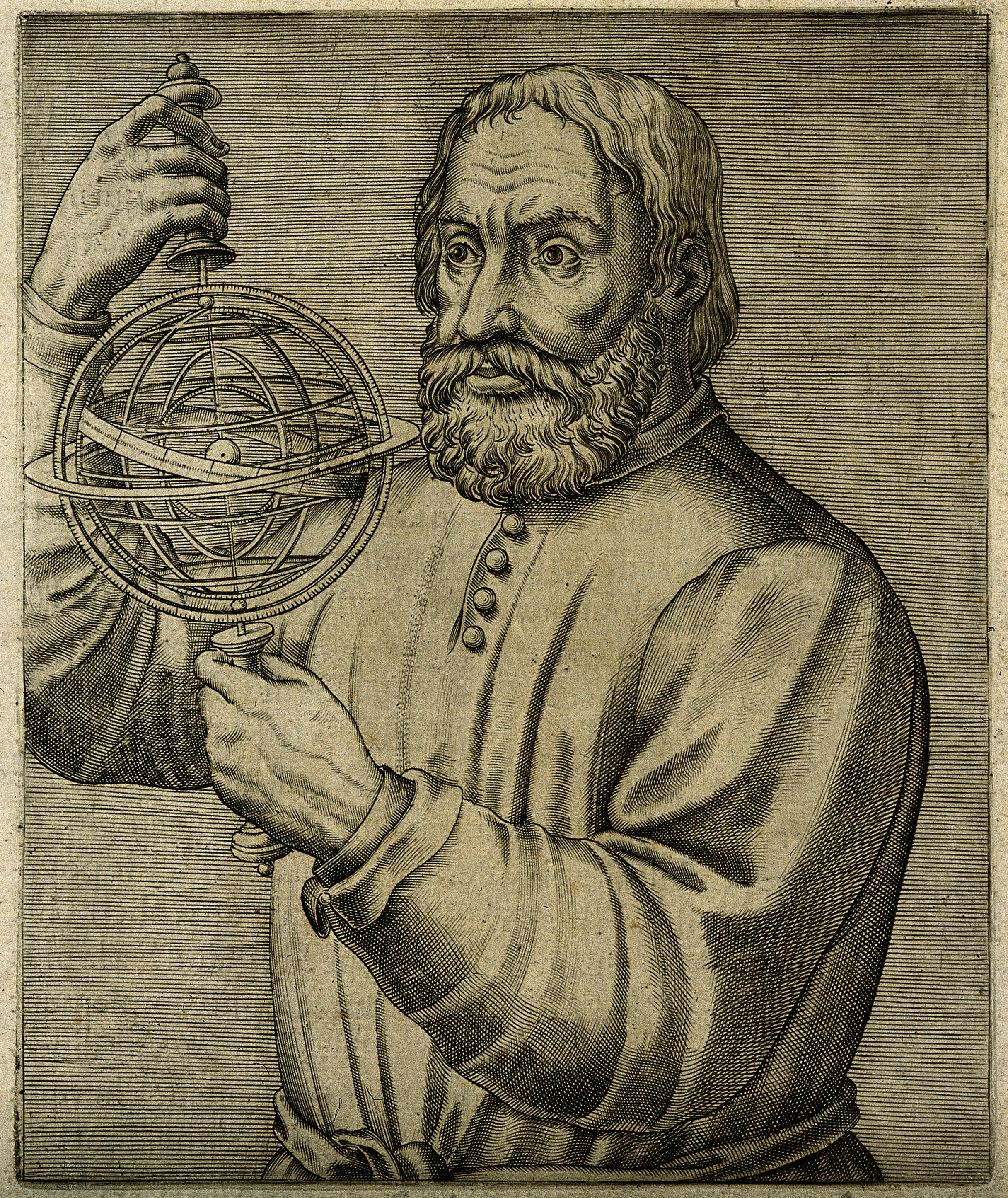
Tranh khắc được thực hiện vào năm 1584. Nó có vẻ miêu tả Julian de Sacrobosco.

Johannes de Sacrobosco hay Ioannis de Sacro Bosco (khoảng 1195-khoảng 1256) là một học giả, tu sĩ và nhà thiên văn học và là một giáo viên tại Đại học Paris. Ông đã viết một giới thiệu ngắn về hệ thống số Ấn Độ-Ả Rập và sự giới thiệu này trở thành sự giới thiệu được đọc rộng rãi nhất trong các thế kỷ tiếp theo của thời kỳ Trung Cổ (có thể xem xét điều đó từ số lượng các bản sao chép tồn tại đến ngày nay). Ông cũng viết một sách giáo khoa thiên văn ngắn có tên là Tractatus de Sphaera. Cuốn sách giáo khoa này được đọc một cách rộng rãi và có ảnh hưởng tại châu Âu trong các thế kỷ Trung Cổ tiếp theo như là một phần giới thiệu về thiên văn học. Trong cuốn sách nguyên gốc nhất và dài nhất của ông, Sacrobosco đã mô tả một cách chính xác sự hụt sẽ xảy ra của lịch Julius và ba thế kỷ trước khi bổ sung đã đề xuất một giải pháp giống như lịch Gregory hiện đại.
Có rất ít điều được biết về về giáo dục và tiểu sử của Sacrobosco. Ví dụ, ngay cả năm mất của ông được đoán là 1236, 1244 và 1256. Mỗi năm này có vẻ hợp lý, nhưng lại thiếu các băng chứng xác đáng.

## Nơi sinh
Quốc gia nơi Sacrobosco sinh ra không được xác định. Vào năm 1271, Robertus Anglicus đã cho rằng Sacrobosco sinh ra tại Anh. Điều đó có thể đúng, nhưng lại không có bằng chứng ủng hộ hay phủ nhận nó. Dựa vào cơ sở của bằng chứng của một ai đó viết vào năm 1271, một nơi sinh tại Anh có thể phù hợp hơn so với những nơi khác. Trong những khả năng khác, một vài nỗ lực tinh tế khác nhau đã được thể hiện để tìm ra được nơi Sacrobosco sinh ra, cụ thể nhất đó chính là suy ra từ tên của ông. Sau khi ông qua đời một thời gian dài, Sacrobosco thỉnh thoảng được gọi là  John xứ Holywood hay  John of Holybush, một tên được đặt ra bởi sự phiên dịch sau này từ tiếng Latin trong tên Sacrobosco. Bởi Sacrobosco là sự kết hợp của sacro (cao quý) và bosco (gỗ). Có vẻ như Sacrobosco là một khu vực nào đó hay một thị trấn nao đó không được biết đến. Một báo cáo truyền thống cho rằng ông được sinh ra tại Halifax, West Yorkshire, theo một bản ghi vào thế kỷ 16 bởi John Leland.:176–177 Tuy nhiên ý kiến này đã bị chỉ ra điểm yếu bởi William Camden: Halifax có nghĩa là "mái tóc cao quý", chứ không phải là "gỗ cao quý".:177 Sacrobosco được xác định bởi Thomas Dempster, vơi một luân hồi Augustin từ tu viện Holywood ở Nithsdale (trên thực tế nó là ngôi nhà Premonstratensia). Đó có thể lý do để tưởng tượng ông sinh ra tại Scotland.:179 Sacrobosco cũng được cho là sinh ra tại Holywood, theo Richard Stanihurst. Tuy nhiên, Pederson yêu cầu sự xác nhận của Holywood theo ý kiến của Stanihurst. Sách của Pederson đã nhắc rằng năm 1639 James Ware giả sử rằng nơi sinh của Sacrobosco gần Dublin. Stanihurst và có lẽ là Pederson không biết rằng nơi của gia đình Sacrobosco ở Ireland là Artane một vùng ngoại ôư của Dublin. Đó là theo Lịch sử của Hạt Dublin của John D'Alton vào năm 1838. Các báo cáo lịch sử địa phương ở Ireland có vẻ đã chỉ ra rằng Sacrobosco là một thành viên của gia đình Artane Hollywoods và được sinh ra tại Cung điện Artane.:177–178 Một nơi khác cũng có thể được nhắc đến là Holywood, Hạt Wicklow, mặc dù vậy không có các bẳng chứng lịch sử ủng hộ điều này.